# Алкилирование
Алкилирование — введение алкильного заместителя в молекулу органического соединения. Типичными алкилирующими агентами являются алкилгалогениды, алкены, эпоксисоединения, спирты, реже альдегиды, кетоны, эфиры, сульфиды, диазоалканы. Катализаторами алкилирования являются минеральные кислоты, кислоты Льюиса ,а также цеолиты.
Алкилирование широко применяется в химической и нефтехимической промышленности.

## Алкилирование внефтепереработке
Процесс алкилирования направлен на получение высокооктановых компонентов автомобильного бензина из непредельных углеводородных газов. В основе процесса лежит реакция соединения алкена и алкана с получением алкана с числом атомов углерода, равным сумме атомов углерода в исходном алкене и алкане. Поскольку наибольшим октановым числом обладают молекулы алканов с изо-строением, то молекулы исходного сырья тоже должны иметь изо-строение. В нефтепереработке наибольшее распространение получило сырье алкилирования бутан-бутиленовая фракция (ББФ), которая получается в процессе каталитического крекинга.
Типовой состав ББФ с установки FCC.
| Компонент | Содержание, % масс. |
| --------- | ------------------- |
| пропилен  | 0,5                 |
| пропан    | 1,5                 |
| n-бутан   | 10                  |
| i-бутан   | 35                  |
| i-бутилен | 16                  |
| n-бутен   | 12                  |
| t-бутен   | 14                  |
| z-бутен   | 10                  |
| пентен    | 0,3                 |
| i-пентан  | 0,6                 |
| n-пентан  | 0,1                 |

Основные реакции:
1. изо-бутан + 1-бутилен = изо-октан (2,2,4-триметилпентан) (Октановое число — 100 ед.)
2. изо-бутан + бутилен-2 = изо-октан (2,3,3-триметилпентан) (ОЧМ < 100)
3. изо-бутан + изо-бутилен = изо-октан (2,3,4-триметилпентан) (ОЧМ<100)

Побочные реакции из-за примесей пропилена и нормального бутилена
1. изо-бутан + пропилен = изо-гептан (2,2-диметилпентан) (ОЧМ<<100)

Режим работы реактора
| Параметр                                                 | Значение                |
| -------------------------------------------------------- | ----------------------- |
| Температура, °C                                          | 38                      |
| Давление, МПа                                            | 0,6 — 1,0               |
| Мольное соотношение изобутан:бутилены                    | 6 — 12                  |
| Катализатор                                              | Плавиковая кислота (HF) |
| Объемное соотношение между у/в и фторводородной кислотой | 0,7 — 1,5               |
| Время контакта сырья с катализатором, мин.               | 20 −30                  |

Октановое число смеси продуктов реакции (алкилат) около 95, следует отметить важную особенность равенства октановых чисел по моторному методу и исследовательскому. Так, например, продукт каталитического риформинга
(риформат) имеет исследовательское октановое число 95 и моторное 85, в то время как алкилат 95 и 92 соответственно. Это обстоятельство делает его наиболее ценным компонентом товарных бензинов. Однако его себестоимость так же очень велика. К тому же есть конкурирующий процесс использования ББФ — производство МТБЭ.

## Подготовка сырья алкилирования
Сырье алкилирования — бутан-бутиленовую фракцию (ББФ) необходимо очищать от сернистых соединений, которые в основном представлены меркаптанами. Метод очистки ББФ от меркаптанов заключается в щелочной экстракции меркаптанов из углеводородной фракции и последующей регенерации щелочи в присутствии гомогенных или гетерогенных катализаторов кислородом воздуха с выделением дисульфидного масла. Данный процесс называется Merox.